# 베니토강

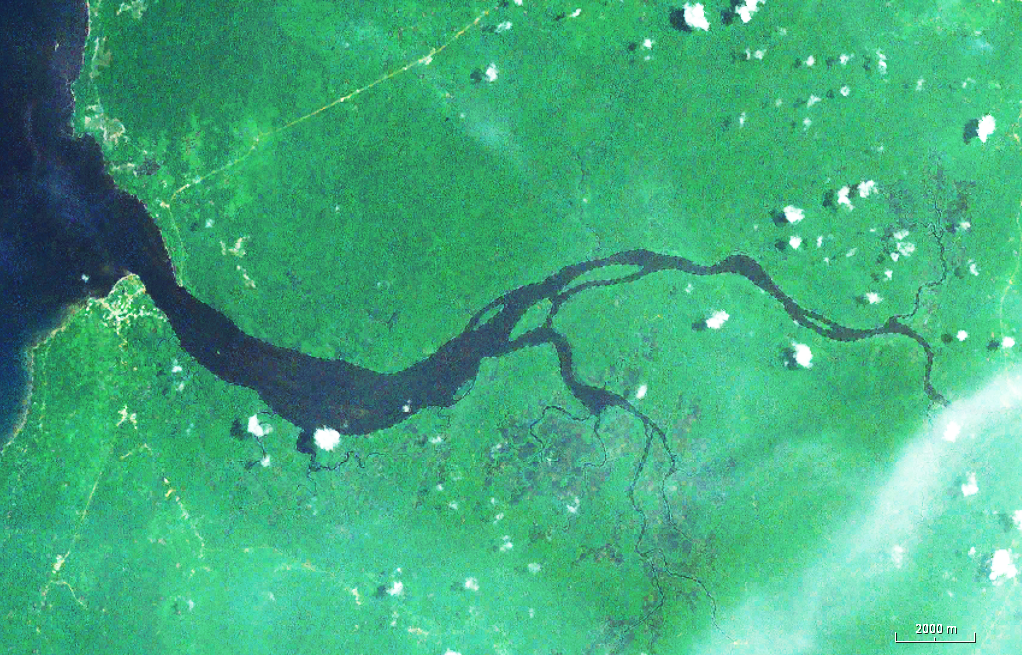

베니토강(스페인어: Rio Benito)은 적도 기니의 강으로 길이는 338 km이다. 적도 기니의 대륙 지방인 리오무니의 동부, 서부를 흐르며 음비니에서 기니만과 합류한다.